# Mario Andretti Racing
Mario Andretti Racing (рус. Гонки Марио Андретти) — видеоигра в жанре автосимулятор, разработанная Stormfront Studios и изданная компанией Electronic Arts эксклюзивно для игровой приставки Mega Drive/Genesis в 14 августа 1994 году. Игра названа именем американского автогонщика Марио Андретти.

## Игровой процесс

### Выбор режима
Перед тем как выбирать свой автомобиль, игрок должен выбрать режим игры. В игре несколько режимов, среди них единичная гонка (один заезд), несколько заездов или карьера. Один заезд — это просто гонка на любой выбранной машине по любой трассе. Несколько заездов — можно выбирать машину, а трассы и круги подбираются автоматически; после завершения гонки выдаётся денежный приз, который можно потратить на апгрейд двигателя, трансмиссии, шин и тормозов и др. В карьере выдаются определённые машина и трасса; по окончании заезда тоже можно произвести апгрейд, а потом переходить к следующей трассе. Также в меню можно настроить количество игроков (один или два); при игре вдвоём экран делится на две части по горизонтали (режим split screen).

### Выбор автомобиля
В игре доступны три класса автомобилей — болид для гонок Формула 1 (англ. Indy), сток-кар для кольцевых автогонок НАСКАР (англ. Stock) и багги для автокросса (англ. Sprint). Имеется возможность выбирать цвет автомобиля, автоматическую или ручную КПП, задавать имя игрока и покупать некоторые агрегаты (двигатель, тормоза и шины).

### Трассы
В зависимости от выбора автомобиля доступны пятнадцать трасс с типичными для гонок каждого класса особенностями. Например, трассы для Indy с большим количеством прямых и резких поворотов, для Stock — с плавными протяжёнными поворотами, для Sprint — почти круговые грунтовые трассы.

### Гонка
В гонке участвуют от 10 до 12 автомобилей. Основная задача — прийти к финишу в призовых позициях — с первой («поула») по третью. Чаще всего игрок стартует с последней позиции, однако иногда можно начать гонку с более высоких мест (в зависимости от результата предыдущей гонки).
Во время гонки экран делится на две части по горизонтали — в нижней расположена машина игрока, а верхнюю можно настроить (например, увидеть автомобиль лидера, карту трассы, посмотреть в зеркала заднего вида) или полностью отключить (режим full screen). Вид автомобиля также настраивается — камера может располагаться в кабине пилота или позади машины. Посередине расположены данные гонки и автомобиля (количество горючего, текущие скорость и номер передачи, круг, позиция).
Классы Indy и Stock имеют ограниченный запас горючего, и поэтому на трассах есть специальные места для пит-стопов (пит-лейны с боксами). Там автомобилю меняют шины и производят дозаправку. Во время остановки игрок может потерять несколько позиций; однако затем есть возможность «наверстать» их, когда машины впереди также встанут на пит-стоп. На трассах для багги Sprint пит-лейнов нет.
Сами трассы довольно извилисты. В частности, необходимо аккуратно проходить повороты, чтобы не «вылететь» за пределы трассы (где машину может развернуть на 360 градусов). Автомобили класса Indy отличаются бо́льшей устойчивостью, чем Stock и Sprint. Находясь за рулём багги, при прохождении поворотов нужно «дозировать» газ, иначе машина может потерять управление. Кроме этого, автомобили компьютерных противников (а иногда и игрока) нередко уводит в занос без видимых причин, что затрудняет прохождение.

## Оценки
Оценки игры критиками и игроками были различны. Рецензенты из американских журналов GamePro и Electronic Gaming Monthly оценили игру в 4,5 баллов из 5 и 6,6 баллов из 10. Британский журнал Game Players выставил игре оценку 77 баллов из 100, а информационный сайт All Game Guide — 3 балла из 5.

## Продолжение
В 1996 году Electronic Arts выпустила продолжение игры под названием Andretti Racing для игровых консолей PlayStation, Sega Saturn и PC-совместимых компьютеров под управлением Windows.